# Haematopota pinguicornis
Haematopota pinguicornis är en tvåvingeart som beskrevs av Carter 1915. Haematopota pinguicornis ingår i släktet Haematopota och familjen bromsar. Inga underarter finns listade i Catalogue of Life.